# Eloria aroensis
Eloria aroensis är en fjärilsart som beskrevs av William Schaus 1906. Eloria aroensis ingår i släktet Eloria och familjen tofsspinnare. Inga underarter finns listade i Catalogue of Life.